# Internationales Familienrechtsverfahrensgesetz
Das Internationale Familienrechtsverfahrensgesetz (IntFamRVG) ist ein deutsches Gesetz im Bereich des internationalen Familienrechts.
Das Gesetz als Artikel 1 des Gesetzes vom 26. Januar 2005 (BGBl. I S. 162) vom Bundestag mit Zustimmung des Bundesrates verkündet. Es trat gemäß Artikel 3 Satz 2 dieses Gesetzes am 1. März 2005 in Kraft. Abweichend hiervon traten § 12 Absätze 3 und § 47 Absatz 2 am 1. Februar 2005 in Kraft. 
Das Gesetz nimmt auf die Verordnung (EU) Nr. 2019/1111 (Brüssel IIb), das Haager Kindesentführungsübereinkommen, das Haager Kinderschutzübereinkommen und das Europäische Sorgerechtsübereinkommen Bezug.
Das Gesetz bestimmt das Bundesamt für Justiz zur zentralen Behörde und legt die örtlichen Zuständigkeiten fest, darunter die Jugendämter, um in den Fällen des Haager Kindesentführungsübereinkommens eine grenzüberschreitende Rückführung des Kindes zu veranlassen in den Fällen, in denen ein Elternteil ein Kind von einem EU-Land in ein anderes entführt hat.